# Accelerated Mobile Pages
Pour les articles homonymes, voir AMP.
Accelerated Mobile Pages (AMP) est une technologie open source développée par l'AMP Open Source Project et soutenue par Google. Annoncé en octobre 2015 comme projet interne chez Google, les pages supportant cette technologie sont affichées comme telles dans les résultats de Google Search depuis février 2016.
Après avoir été critiqué sur le contrôle donné à Google sur les pages supportant cette technologie, le projet a annoncé le 18 septembre 2018 s'orienter vers un modèle de gouvernance plus ouvert, où aucun de ses membres ne possède plus de 30 % des voix. Des critiques subsistent toutefois sur la façon dont les pages AMP sont référencées, arguant que Google pousse les développeurs à utiliser des services mettant l'entreprise en position de force.

## Historique
La technologie AMP a commencé à être dévoilée fin 2015 et les premières intégrations ont vu le jour sur le moteur de recherche Google en février 2016. Originellement restreintes à la section « Actualités » des résultats, les pages AMP ont été placées dans la partie des résultats principaux à partir de la mi-septembre 2016. Elles sont maintenant démarquées par une icône spécifique.
Ce format de publication a été créé par Google en réaction au format de Facebook « instant articles » afin d'améliorer l'expérience utilisateur en diminuant le temps de chargement des pages web consultées via un téléphone mobile.
L'AMP est actuellement utilisé par des centaines de sites américains et européens, dont Le Parisien, CNN, ABC, Fox News ou le The Washington Post. David Merrell de The Washington Post présente le framework AMP de la façon suivante : 
Nous nous sommes engagés à améliorer la vitesse de chargement. Si notre site est trop lent à charger, quelles que soient nos qualités journalistiques, des utilisateurs quitteront la page avant qu'ils ne voient ce qui est disponible.
Des plug-ins tiers sont disponibles sur plusieurs systèmes de gestion de contenus, parmi lesquels WordPress.

## Fonctionnement
AMP est une méthode de création de pages Web pour du contenu statique permettant un rendu rapide. AMP se compose de trois parties :
- AMP HTML : HTML avec des restrictions pour assurer une performance fiable. Des extensions permettent de créer du contenu enrichi plus élaboré qu'avec le HTML de base
- AMP JS : bibliothèque JavaScript qui garantit un rendu rapide des pages AMP HTML.
- Un système de cache : comme Google AMP Cache (en option) qui permet de fournir les pages AMP HTML.

En 2018, Google annonce l’AMP pour e-mail. L’AMP pour e-mail permet d’inclure des composants AMP pour apporter du dynamisme et de l'interaction dans les courriels. Grâce à l'AMP dans l'email le contenu peut être rafraichi à chaque ouverture et sur interaction de l'utilisateur. Il ouvre donc la voie à du contenu personnalisé. La principale force de l’e-mail AMP est l’implémentation de composants dynamiques, tels que des formulaires, carrousels animés ou vidéos, et de la communication entre l'email et le serveur par le biais de requêtes HTTP et des réponses au format JSON. Google propose donc une alternative à JavaScript avec l’AMP, Javascript n'étant pas pris en charge par les services de messageries pour des raisons de sécurité. Les services de messageries compatibles AMP aujourd’hui sont Yahoo, Gmail et Gsuite. Outlook avait pris part  également à l'AMP avant de faire machine arrière en octobre 2020, probablement pour des raisons stratégiques et pour mettre en avant sa propre technologie, Actionable Messages. Il existe aujourd'hui plusieurs outils facilitant la conception d’e-mail utilisant AMP, sous forme d'éditeur en glisser-déposer parmi lesquels Lodago (anciennement RocketMail).

## Critiques
Plusieurs médias, dont The Register, ont critiqué l'AMP : 
Je pense qu'il faut clairement dire : l'AMP de Google est une mauvaise chose - mauvaise chose dans le sens où il peut potentiellement détruire le web. L'AMP de Google est une mauvaise nouvelle sur la façon dont on construit le web, c'est une mauvaise nouvelle pour les éditeurs de contenus en ligne et c'est une mauvaise nouvelle pour les consommateurs dudit contenu. L'AMP de Google est une bonne nouvelle pour une seule partie: Google. Google, et potentiellement, les pourvoyeurs de fausses informations... Le fondateur de Pinboard.in Maciej Cegłowski a recréé la page de démonstration de Google AMP sans utiliser le javascript AMP écrit par Google et, étonnamment, elle est plus rapide que la version de Google... N'importe qui peut fourrer une idée illégitime dans une page web et - aussi longtemps qu'elle est encodée en AMP - on aura l'impression qu'elle émane d'une organisation légitime validée par Google. 
Chris Coyier, cofondateur de CodePen, a écrit que l'AMP serait meilleur s'il n'était pas utilisé comme critère de classement (ou n'importe quoi qui puisse être interprété comme tel) par qui que ce soit et s'il devenait un standard W3C. Cela étant, AMP n'est pas officiellement un critère de classement pour l'algorithme de Google, même si le fait qu'il accélère le chargement des pages peut jouer de façon positive.
Google est aussi critiquée pour mettre en avant les pages AMP, en les mettant au début des résultats sur Google News. Cette technique, que Google justifie par le fait de mettre en avant les pages plus rapides, incite très fortement les développeurs à convertir leur site à cette technologie. Les personnes cliquant sur ces infos peuvent lire le contenu de l'article, mais sans quitter le site de Google : Google fournit une version en cache du site, ce qui pose des questions sur le rôle pris par Google dans la distribution de l'information.